# Кавалерийская бригада СС
Кавалерийская бригада СС (нем. SS-Kavallerie-Brigade) — тактическое соединение войск СС нацистской Германии периода Второй мировой войны. Была создана путём объединения двух кавалерийских полков СС «Мёртвая голова» в августе 1941 года. Понеся тяжёлые потери в боях на Восточном фронте, бригада была расформирована, а её остатки в мае 1942 года стали ядром для формирования  кавалерийской дивизии СС.

## История

### Пребывание в Польше
В сентябре 1939 года в Берлине был создан кавалерийский полк СС «Мёртвая голова». Изначально в его составе было всего 27 офицеров и 424 всадника. Все вместе они составляли четыре эскадрона. Полк был создан в кратчайший срок из кадрового состава расформированных кавалерийских школ общих СС в Мюнхене и Форсте. К 20-м числам сентября полк прибыл на территорию Польши и приступил к наведению «нового порядка». Полк был подчинён высшему руководителю СС и полиции «Восток» и вначале расположился неподалеку от Лодзя. Части полка участвовали в насильственных переселениях населения Польши по программе, разработанной Главным управлением СС по вопросам расы и поселения. Эскадроны полка также участвовали в изъятии оружия разбитой польской армии у населения. Подавив последнее сопротивление поляков, кавалеристы принялись за евреев. Поскольку на тот момент в немецкой армии практически не было моторизованных частей, полку было поручено конвоировать партии арестованных евреев в концлагеря. Нередко под такой охраной до места назначения добиралась только половина арестованных.
К 1940 году количество эскадронов полка увеличилось до девяти, и они были распределены по различным городам Польши, а штаб полка расположился в Варшаве. Некоторые эскадроны стали привлекаться к антипартизанским операциям против Армии Крайовой. К весне 1940 года количество эскадронов возросло до тринадцати. По этой причине 21 мая 1940 года тринадцать эскадронов были переформированы в два кавалерийских полка СС «Мёртвая голова». Первый полк стал квартировать в Варшаве, а второй в Люблине. В течение всего 1940 года оба полка продолжали участвовать в вышеописанных акциях, действуя всегда с неоправданной жестокостью. Кроме этого части полков один раз снимались в кинематографе и участвовали в различных парадах, а также несли караульную службу в местах дислокации.

### Вторжение в СССР
С началом операции «Барбаросса» 1-й кавалерийский полк СС перешёл границу СССР и наступал вместе с 87-й пехотной дивизией. Однако уже 29 июня 1941 года полк был отправлен в Сувалки, а затем на полигон Хайделагер, где, видимо, уже находился 2-й полк. 21 июля оба полка были отправлены в Барановичи и подчинены высшему руководителю СС и полиции «Центральная Россия».
В период с 19 июля по 31 августа 1941 года силами 1-й кавалерийской бригады СС с привлечением подразделений 162-й и 252-й пехотных дивизий проводилась масштабной операции по очищению оккупированной территории Брестской, Барановичской, Пинской и Полесской областей от враждебных нацистам элементов: подразделений Красной Армии, попавших в окружение, партизан и местного населения. Операция получила название «Припятские болота» (нем. «Pripiatsee»). 29 июля 1941 года 1-й кавалерийский полк СС, под командованием штурмбаннфюрера Густава Ломбарда подошёл к городку Хомск, в котором проживало до 2 тысяч евреев. Вся община была согнана в здание местной церкви и на следующий день расстреляна из пулемётов. 2 августа кавалеристы заняли город Мотоль, где проживало 3 тысячи евреев. Мужское население собрали на городской площади, а женщин и детей в здании школы и синагоге. 3 августа 800 мужчин расстреляли. Утром следующего дня убили женщин и детей.
2 августа оба полка были сведены в кавалерийскую бригаду СС, а 4-го впервые вступили в бой. В середине августа бригада сражалась с советской кавалерией у Припяти. В этом районе кавалеристы СС устроили массовые расстрелы. Согласно немецким архивам, они убили 15 тысяч евреев и гражданских подозреваемых в поддержке советской власти. Также была расстреляна тысяча партизан и 700 пленных красноармейцев. После этого бригада стала привлекаться к антипартизанским операциям на Полесье. В сентябре части бригады участвовали в крупной антипартизанской операции под Мозырем. В октябре 1941 года части бригады были по железной дороге переброшены в район Невель — Великие Луки. До декабря бригада находилась в указанном районе, действуя против партизан, а потом была отправлена в район Ржев — Торопец. Здесь кавалерия СС несла охранную службу, а позже участвовала в боях на фронте.
В январе 1942 года после боёв с Красной Армией бригада потеряла 35 % личного состава и почти весь разведывательный батальон. В феврале она участвовала в боях за Нелидово. В апреле 1942 года все боеспособные чины бригады были сведены в боевую группу СС «Цеендер», которая действовала вместе со 110-й пехотной дивизией. 23 мая группа была выведена с фронта и отправлена в Польшу. Чуть позже на основе кавалерийской бригады СС была создана 8-я кавалерийская дивизия СС «Флориан Гайер».

## Местонахождение
- с августа 1941 по апрель 1942 (СССР)

## Командиры
- штандартенфюрер СС Герман Фегелейн (2 августа 1941 — 19 марта 1942)
- штурмбаннфюрер СС Густав Ломбард (19 марта — 15 апреля 1942)

## Состав
- 1-й кавалерийский полк СС (SS-Kavallerie-Regiment 1)
- 2-й кавалерийский полк СС (SS-Kavallerie-Regiment 2)
- Велосипедный разведывательный батальон СС (SS-Radfahr-Aufklärungs-Abteilung)
- Артиллерийский дивизион СС (SS-Artillerie-Abteilung)
- Зенитная батарея СС (SS-Flak-Batterie)
- Рота связи СС (SS-Nachrichten-Kompanie)
- Санитарная рота СС (SS-Sanitäts-Kompanie)
- Ветеринарная рота СС (SS-Veterinär-Kompanie)

## Награждённые Рыцарским крестом Железного креста
- Герман Фегелейн — 2 марта 1942 — штандартенфюрер СС, командир кавалерийской бригады СС.